# Moritz Vormbaum
Moritz Vormbaum (* 7. August 1979 in Münster) ist ein deutscher Jurist.

## Leben
Nach dem Jurastudium (1999–2004) und der Promotion (2004–2005) war er von 2008 bis 2016 wissenschaftlicher Mitarbeiter am Lehrstuhl von Gerhard Werle. Nach der Habilitation (2008–2015) ist er seit 2018 Lehrstuhlinhaber für Strafrecht, Strafprozessrecht und Internationales Strafrecht an der Universität Münster.
Seine Forschungsschwerpunkte sind Strafrecht, Strafprozessrecht, internationales Strafrecht und juristische Zeitgeschichte.

## Schriften (Auswahl)
- Schutz der Rechtsgüter von EU-Staaten durch das deutsche Strafrecht. Zur europarechtskonformen Gestaltung und Auslegung von deutschen Straftatbeständen. Münster 2005, ISBN 3-8258-9182-8.
- Das Strafrecht der Deutschen Demokratischen Republik. Tübingen 2015, ISBN 3-16-153778-5.
- mit Gerhard Werle: Transitional Justice. Vergangenheitsbewältigung durch Recht. Berlin 2018, ISBN 3-662-55675-8.
- mit Klaus Marxen und Gerhard Werle: Die strafrechtliche Aufarbeitung von DDR-Unrecht. Eine Bilanz. Berlin 2020, ISBN 3-11-057394-6.